# Romanu
Romanu is een Roemeense gemeente in het district Brăila.
Romanu telt 1949 inwoners.